# Edward Said Tingatinga
Edward Said Tingatinga, conosciuto anche come Eduardo (Tunduru, 1932 – 1972), è stato un pittore tanzaniano, fondatore del genere pittorico noto come Tingatinga.

## Biografia

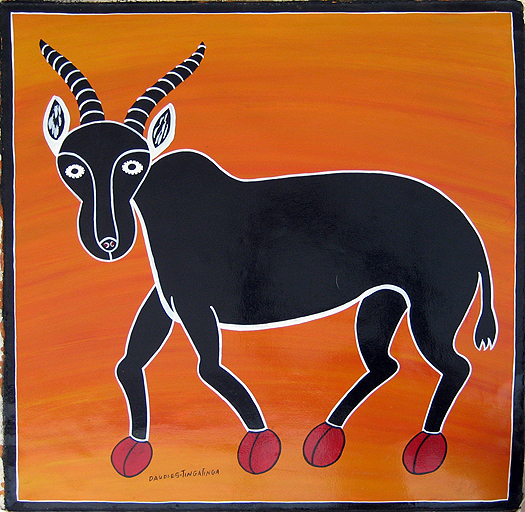
opera di Edward Said Tingatinga (olio su tela)

Tingatinga nacque nel 1932 nella zona di Tunduru, al confine fra la Tanzania meridionale e il Mozambico, in una comunità di etnia Mmakua. Frequentò solo le scuole elementari. Negli anni cinquanta si trasferì prima a Tanga (dove lavorò per qualche tempo come bracciante nelle piantagioni di sisal) e da qui a Dar es Salaam (allora capitale del paese) dove fu assunto come domestico di un funzionario britannico. A Dar es Salaam Tingatinga iniziò a esplorare diverse forme di espressione artistica; dopo aver fatto per un certo periodo il musicista iniziò a dipingere. Le sue prime opere sono soprattutto raffigurazioni di animali stilizzati o fantastici, realizzate con materiali di scarto (pezzi di legno, masonite, vernice per biciclette). Le forti limitazioni nella scelta dei materiali ebbero l'effetto di sviluppare i primi tratti distintivi del suo stile, come i colori molto vivaci e il disegno attraverso la sovrapposizione di diversi colori, uniti a una pittorica complessivamente naïf. Queste opere ebbero un grande successo fra i turisti europei, tanto che Tingatinga fu presto in condizione di creare un proprio laboratorio di pittura con una cerchia di apprendisti.
Nel 1972 Tingatinga fu ucciso per errore da un poliziotto che lo aveva scambiato per un malvivente in fuga. La sua scuola di pittura sopravvisse alla sua morte, costituendosi in una società nota prima come Tingatinga Partnership e poi come Tingatinga Arts Cooperative Society, che diede vita al genere pittorico omonimo.